# آی‌سی ۵۳۵۷
آی‌سی ۵۳۵۷ یک کهکشان‌ است.